# Demonax olemehli
Demonax olemehli es una especie de insecto coleóptero de la familia Cerambycidae. Estos longicornios son endémicos de Sri Lanka.
Mide entre 4,7 y 5 mm, estando activos los adultos en julio.